# Sint-Mariakerk (Heilbad Heiligenstadt)
De Sint-Mariakerk (Duits: Kirche St. Marien) is een rooms-katholieke parochiekerk in het centrum van Heiligenstadt, Thüringen. Het zuiver gotische gebouw bepaalt met de dubbele torens en het hoge koor het stadsbeeld.

## Geschiedenis en architectuur
De stad Heiligenstadt ontwikkelde zich aan de oostelijke helling van de heuvel van het stift Sint-Martinus. De Mariakerk werd door het stift gesticht en bleef tot het einde van het stift in 1803 ermee verbonden. Voor de huidige kerk stond op de plaats een romaanse voorganger uit de 12e eeuw. Vanaf 1300 werd deze romaanse kerk in meerdere fasen door een gotisch kerkgebouw vervangen.
Het oudste deel van de kerk is de westelijke gevel met de beide achthoekige torens, die tot aan de spitsen van bontzandsteen werden gemetseld. Het rijk geprofileerde hoofdportaal met wimperg bevat in de spitsbogen sinds de 19e eeuw neogotisch maaswerk.
Het kerkschip, een drieschepige hal met kruisribgewelven, werd in de loop van de 14e eeuw voltooid. De ruimtelijkheid wordt naar het koor toe verder versterkt door een uitbreiding. De kapitelen, sluitstenen en consoles met beeldhouwkunst geven de ruimte een feestelijk karakter.
Het jongste bouwdeel van de kerk is het drie traveeën tellende koor, dat in 1420 werd ingewijd. In de 19e eeuw werd het koor verhoogd en van een slanke dakruiter voorzien.

## Interieur

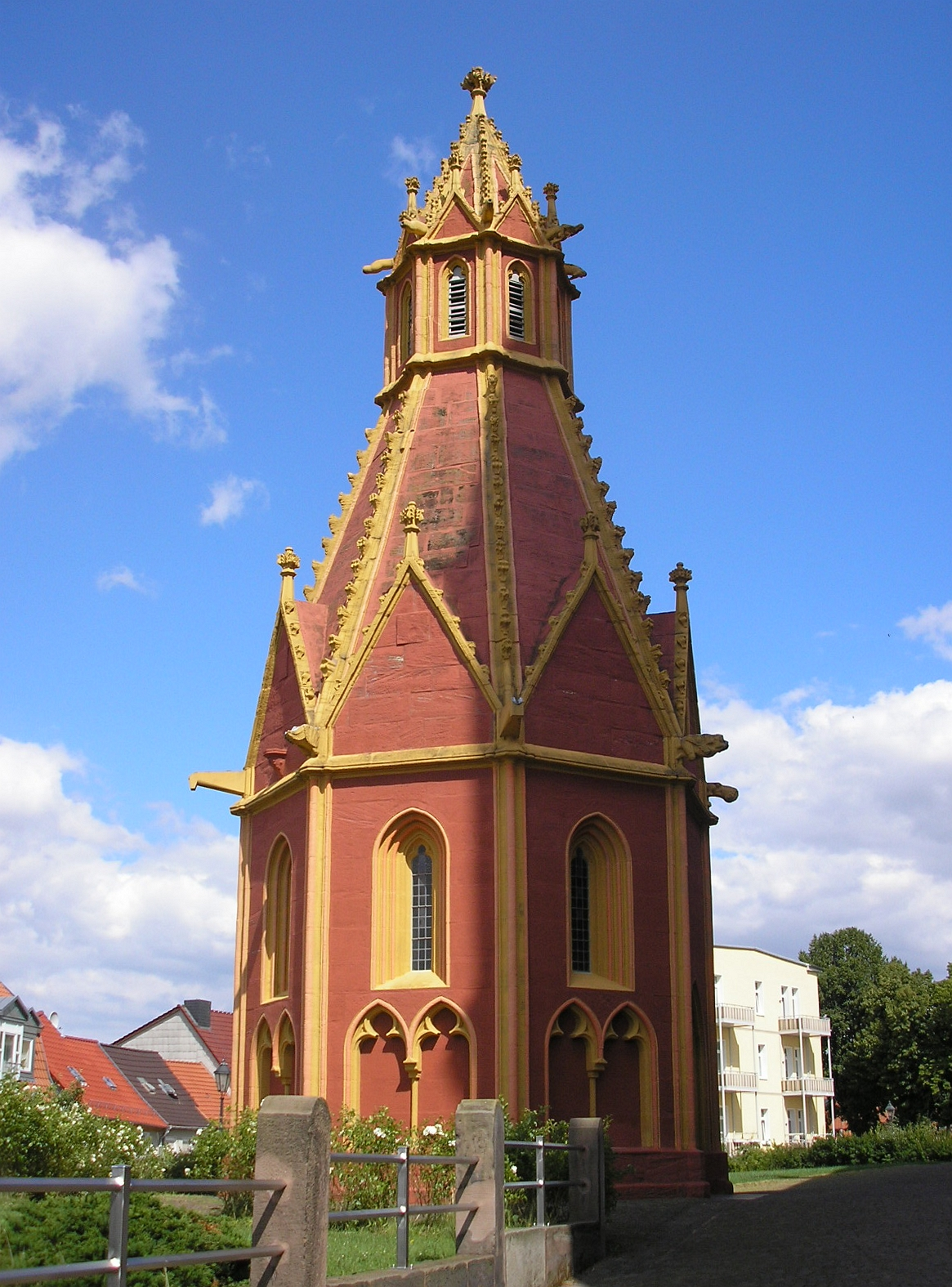
Annakapel

Het interieur van de kerk werd in 1886 in neogotische stijl beschilderd. Bij restauraties in 1960 en 1980 werden de resten van laatgotische fresco's uit 1506 blootgelegd, die zich onder de neogotische beschildering bevonden. Tot de fresco's behoorde een voorstelling van de kroning van Maria.
In het zuidelijke zijschip naast de opening naar het koor staat een belangrijk beeld van Maria. Het uit hout gesneden beeld uit 1414 was het genadebeeld uit de bedevaartsplaats Elende (een stadsdeel van Bleicherode) en kwam tijdens de Dertigjarige Oorlog vanuit het protestants geworden Elende eerst naar de Sint-Martinuskerk en vanaf de secularisatie naar de Mariakerk.
Het koor wordt beheerst door een vleugelaltaar uit 1512. Het middelste paneel toont een voorstelling van de kruisiging van Christus, de zijvleugels tonen viermaal drie heiligen.
Het bronzen doopvont staat op drie dragende figuren. Het werd in 1492 door de ijzergieter Hans Tegetmeiger vervaardigd.
De barokke piëta in het noordelijk zijschip ontstond in 1713.

## Annakapel
Tegenover het noordelijk portaal van de kerk staat de gotische Sint-Annakapel (St.-Annen-Kapelle). Het achthoekige gebouw wordt afgesloten met een achthoekige spits en een lantaarn. Gotische ornamenten als waterspuwers en hogels decoreren het gebouw. In de kapel bevinden zich de beelden van de Moeder Gods met Kind en Anna te Drieën. De beelden stammen ook uit gotische tijd.
Waarschijnlijk werd de Annakapel oorspronkelijk als knekelhuis gebruikt.